# Combate de Tarabuco
El combate de Tarabuco, llamado también combate de Jumbate, fue un enfrentamiento entre fuerzas independentistas altoperuanas y las fuerzas realista que tuvo lugar el 12 de marzo de 1816. Esta guerrilla altoperuana fue dirigida por el caudillo José Serna (o Zerna), acompañado por sus segundos Ildefonso Carrillo, Pedro Calisaya y Prudencio Miranda. Lograron derrotar por completo al denominado Batallón del General, unidad de infantería del Ejército Real comandada por el mayor Pedro Francisco Herrera y Rodado.

## Antecedentes
Tras la batalla de Viluma y el retiro del Ejército del Norte, las tropas realistas hubieron de combatir a las columnas guerrilleras del Alto Perú que hostilizaban constantemente sus guarniciones, lanzando ataques por sorpresa para luego dispersarse y volverse a reunir con la misma facilidad.
El 10 y el 11 de febrero el caudillo Padilla atacó Chuquisaca, organizaron la defensa el coronel José Santos de la Hera y su segundo el comandante Felipe Rivero y Lemoine quienes lograron rechazar a los atacantes. Tras recibir un batallón de refuerzo, el coronel de la Hera salió en persecución de los insurgentes a quienes batió en la villa de La Laguna. Sin embargo la escasez de municiones le obligó a enviar a Chuquisaca a parte del batallón del General fuerte de 170 plazas, este cuerpo había sido formado en Tupiza en 1814 con reclutas de los partidos de Cinti, Tarija y Chichas, había combatido en la Batalla de Viluma y era popularmente llamado "Verdes" por el color de su uniforme; en esta ocasión se encontraba al mando del mayor Pedro Herrera.

## El combate
El 12 de marzo mientras la columna de Herrera se encontraba en marcha fue atacada repentinamente por millares de guerrilleros indígenas armados en su mayoría con hondas, garrotes y lanzas no contando sino con muy pocas armas de fuego. Comandaban a los insurgentes el caudillo José Serna.
Los soldados realistas lograron contener a las hordas enemigas hasta que sus cartucheras se fueron vaciando y hubieron de apelar a la bayoneta para rechazar las sucesivas oleadas de asaltantes, ante esta dramática situación y sin esperanzas de recibir apoyo alguno el mayor Herrera se rindió a discreción sin embargo él y sus oficiales fueron fusilados mientras que su tropa fue masacrada a garrotazos. Hechos como estos recrudecerían la guerra y serían cometidos por ambos bandos.

## Consecuencias
Esta victoria permitió a los guerrilleros hacerse con el armamento de los soldados realistas muertos y engrosar su número con los nuevos pueblos alzados. Ante esta situación el general en jefe Joaquín de la Pezuela despachó a la zona nuevos cuerpos de refuerzo con los que se logró en parte la pacificación de los pueblos alzados. Los restos del Batallón del General que habían quedado con el coronel de la Hera fueron refundidos en el Batallón del Centro desapareciendo así esta unidad del ejército del Alto Perú.

## Curiosidades
El fallecido mayor Pedro Herrera era hermano del oficial de origen chileno Ramón Herrera quien más tarde llegaría a ser Ministro del Perú y Bolivia y presidente del Estado Sud Peruano durante la Confederación Perú-Boliviana